# Marc Evans
Pour les articles homonymes, voir Evans.
Marc Evans est un réalisateur et scénariste gallois, né en 1963 à Cardiff (Pays de Galles).

## Filmographie

### Réalisateur
- 1990 : The Gift, avec Dafydd Edmwnd
- 1991 : Le Jeu du roi, avec Pierre Dux
- 1992 : Friday on my Mind, avec David Calder
- 1993 : Thicker than Water, avec Theresa Russell
- 1994 : Ymadawia Arthur, avec Ioan Evans
- 1994 : Master of the Moor, avec Colin Firth
- 1995 : Bliss, avec Simon Shepherd
- 1997 : House of America, avec Siân Phillips
- 1998 : Resurrection Man, avec Stuart Townsend
- 2000 : Beautiful Mistake, avec James Dean Bradfield
- 2002 : My Little Eye, avec Sean Cw Johnson
- 2004 : Trauma, avec Colin Firth
- 2004 : Dal: Yma/Nawr (en), avec John Cale
- 2006 : Snow Cake, avec Alan Rickman
- 2007 : Toute ma vie en prison (In Prison My Whole Life), documentaire, produit par Colin Firth[1]
- 2010 : Patagonia
- 2011 : Hunky Dory (en)
- 2015 : Cassy and Jude (en)

### Scénariste
- 2000 : Beautiful Mistake, avec James Dean Bradfield